# Rally de Estonia de 2020
El Rally de Estonia de 2020, oficialmente 10. Rally Estonia, fue la cuarta ronda de la temporada 2020 del Campeonato Mundial de Rally. Se celebró del 4 al 6 de septiembre y contó con un itinerario de 17 tramos sobre tierra con un total de 232.64 km cronometrados. Fue también la cuarta ronda de los campeonatos WRC2 y WRC 3. Este rally fue el rally número 600 en la historia del Campeonato Mundial de Rally.
El ganador del rally fue el local Ott Tänak quien consiguió su primera victoria de la temporada y con el Hyundai Shell Mobis WRT. El estonio con esta victoria se unió al selecto grupo que integran Walter Röhrl, ganador del rally N.º 100, Miki Biasion, ganador del rally N.º 200, Colin McRae, ganador del rally N.º 300 y Sébastien Loeb ganador de los rallys N.º 400 y 500.

## Lista de inscritos
| Num.                     | Piloto                  | Copiloto               | Automóvil              | Equipo                  | Neumático |
| ------------------------ | ----------------------- | ---------------------- | ---------------------- | ----------------------- | --------- |
| 3                        | Teemu Suninen           | Jarmo Lehtinen         | Ford Fiesta WRC        | M-Sport Ford WRT        | M         |
| 4                        | Esapekka Lappi          | Janne Ferm             | Ford Fiesta WRC        | M-Sport Ford WRT        | M         |
| 7                        | Pierre-Louis Loubet     | Vincent Landais        | Hyundai i20 Coupe WRC  | Hyundai 2C Competition  | M         |
| 8                        | Ott Tänak               | Martin Järveoja        | Hyundai i20 Coupe WRC  | Hyundai Shell Mobis WRT | M         |
| 11                       | Thierry Neuville        | Nicolas Gilsoul        | Hyundai i20 Coupe WRC  | Hyundai Shell Mobis WRT | M         |
| 17                       | Sébastien Ogier         | Julien Ingrassia       | Toyota Yaris WRC       | Toyota Gazoo Racing WRT | M         |
| 18                       | Takamoto Katsuta        | Daniel Barritt         | Toyota Yaris WRC       | Toyota Gazoo Racing WRT | M         |
| 33                       | Elfyn Evans             | Scott Martin           | Toyota Yaris WRC       | Toyota Gazoo Racing WRT | M         |
| 42                       | Craig Breen             | Paul Nagle             | Hyundai i20 Coupe WRC  | Hyundai Shell Mobis WRT | M         |
| 44                       | Gus Greensmith          | Elliott Edmondson      | Ford Fiesta WRC        | M-Sport Ford WRT        | M         |
| 64                       | Georg Gross             | Raigo Mõlder           | Ford Fiesta WRC        | OT Racing               | M         |
| 65                       | Kimmo Kurkela           | Reeta Hämäläinen       | Ford Fiesta WRC        | JanPro                  | M         |
| 69                       | Kalle Rovanperä         | Jonne Halttunen        | Toyota Yaris WRC       | Toyota Gazoo Racing WRT | M         |
| 21                       | Mads Østberg            | Torstein Eriksen       | Citroën C3 R5          | PH-Sport                | M         |
| 22                       | Nikolay Gryazin         | Yaroslav Fedorov       | Hyundai NG i20 R5      | Hyundai Motorsport N    | P         |
| 23                       | Pontus Tidemand         | Patrick Barth          | Škoda Fabia Rally2 Evo | Toksport WRT            | M         |
| 24                       | Ole Christian Veiby     | Jonas Andersson        | Hyundai NG i20 R5      | Hyundai Motorsport N    | P         |
| 25                       | Adrien Fourmaux         | Renaud Jamoul          | Ford Fiesta Rally2     | M-Sport Ford WRT        | M         |
| 26                       | Eyvind Brynildsen       | Ilka Minor             | Škoda Fabia Rally2 Evo | Toksport WRT            | M         |
| 27                       | Jari Huttunen           | Mikko Lukka            | Hyundai NG i20 R5      | Jari Huttunen           | M         |
| 28                       | Marco Bulacia Wilkinson | Marcelo Der Ohannesian | Citroën C3 R5          | Marco Bulacia Wilkinson | P         |
| 29                       | Nicolas Ciamin          | Yannick Roche          | Citroën C3 R5          | Nicolas Ciamin          | M         |
| 30                       | Emilio Fernández        | Rubén García           | Škoda Fabia Rally2 Evo | Emilio Fernández        | M         |
| 31                       | Yohan Rossel            | Benoit Fulcrand        | Citroën C3 R5          | PH-Sport                | M         |
| 32                       | Eerik Pietarinen        | Antti Linnaketo        | Škoda Fabia R5         | Eerik Pietarinen        | P         |
| 34                       | Kajetan Kajetanowicz    | Maciej Szczepaniak     | Škoda Fabia Rally2 evo | Kajetan Kajetanowicz    | P         |
| 35                       | Oliver Solberg          | Aaron Johnston         | Volkswagen Polo GTI R5 | Oliver Solberg          | P         |
| Fuente: ewrc-results.com |                         |                        |                        |                         |           |

## Itinerario
| Día                     | Tramo | Nombre                 | Distancia | Ganador de la etapa            | Automóvil                        | Tiempo  | Líder de la general            |
| ----------------------- | ----- | ---------------------- | --------- | ------------------------------ | -------------------------------- | ------- | ------------------------------ |
| Día 1 (4 de septiembre) | -     | Abissaare (Shakedown)  | 5.51 km   | Ott Tänak                      | Hyundai i20 Coupe WRC            | 2:56.8  | -                              |
| Día 1 (4 de septiembre) | SS1   | Tartu                  | 1.28 km   | Sébastien Ogier Esapekka Lappi | Toyota Yaris WRC Ford Fiesta WRC | 1:17.0  | Sébastien Ogier Esapekka Lappi |
| Día 2 (5 de septiembre) | SS2   | Prangli 1              | 20.93 km  | Kalle Rovanperä                | Toyota Yaris WRC                 | 9:52.1  | Kalle Rovanperä                |
| Día 2 (5 de septiembre) | SS3   | Kanepi 1               | 16.88 km  | Ott Tänak                      | Hyundai i20 Coupe WRC            | 8:16.6  | Ott Tänak                      |
| Día 2 (5 de septiembre) | SS4   | Otepää 1               | 9.60 km   | Ott Tänak                      | Hyundai i20 Coupe WRC            | 5:04.5  | Ott Tänak                      |
| Día 2 (5 de septiembre) | SS5   | Mäeküla 1              | 14.76 km  | Sébastien Ogier                | Toyota Yaris WRC                 | 7:46.2  | Ott Tänak                      |
| Día 2 (5 de septiembre) | SS6   | Elva 1                 | 11.72 km  | Thierry Neuville               | Hyundai i20 Coupe WRC            | 6:05.1  | Ott Tänak                      |
| Día 2 (5 de septiembre) | SS7   | Prangli 2              | 20.93 km  | Sébastien Ogier                | Toyota Yaris WRC                 | 9:45.3  | Ott Tänak                      |
| Día 2 (5 de septiembre) | SS8   | Kanepi 2               | 16.88 km  | Ott Tänak                      | Hyundai i20 Coupe WRC            | 8:10.6  | Ott Tänak                      |
| Día 2 (5 de septiembre) | SS9   | Otepää 2               | 9.30 km   | Craig Breen                    | Hyundai i20 Coupe WRC            | 5:00.4  | Ott Tänak                      |
| Día 2 (5 de septiembre) | SS10  | Mäeküla 2              | 14.76 km  | Craig Breen                    | Hyundai i20 Coupe WRC            | 7:40.1  | Ott Tänak                      |
| Día 2 (5 de septiembre) | SS11  | Elva 2                 | 11.72 km  | Kalle Rovanperä                | Toyota Yaris WRC                 | 5:58.0  | Ott Tänak                      |
| Día 3 (6 de septiembre) | SS12  | Arula 1                | 6.97 km   | Elfyn Evans                    | Toyota Yaris WRC                 | 3:15.3  | Ott Tänak                      |
| Día 3 (6 de septiembre) | SS13  | Kaagvere 1             | 15.46 km  | Kalle Rovanperä                | Toyota Yaris WRC                 | 8:42.5  | Ott Tänak                      |
| Día 3 (6 de septiembre) | SS14  | Kambja 1               | 20.04 km  | Sébastien Ogier                | Toyota Yaris WRC                 | 10:26.9 | Ott Tänak                      |
| Día 3 (6 de septiembre) | SS15  | Arula 2                | 6.97 km   | Sébastien Ogier                | Toyota Yaris WRC                 | 3:14.7  | Ott Tänak                      |
| Día 3 (6 de septiembre) | SS16  | Kaagvere 2             | 15.46 km  | Kalle Rovanperä                | Toyota Yaris WRC                 | 8:34.1  | Ott Tänak                      |
| Día 3 (6 de septiembre) | SS17  | Kambja 2 (Power Stage) | 20.04 km  | Kalle Rovanperä                | Toyota Yaris WRC                 | 10:12.4 | Ott Tänak                      |
| Fuente:ewrc-results.com |       |                        |           |                                |                                  |         |                                |

### Power stage
El power stage fue un tramo de 20,04 km al final del rally. Se otorgaron puntos adicionales a los cinco más rápidos.